# Philippe Haspeslagh
Philippe Cyriel Elodie Haspeslagh (Roeselare, 11 mei 1950) is een Belgisch hoogleraar en bestuurder.

## Levensloop
Philippe Haspeslagh is een zoon van Richard Haspeslagh, die in 1974 in Ardooie Unifrost oprichtte, gespecialiseerd in het invriezen van diepvriesgroenten. Zijn oom Edouard Haspeslagh breidde diepvriesgroentebedrijf Ardo uit, terwijl de zonen van Richard Haspeslagh een aantal bedrijven onder de vlag van Dujardin Foods samenbrachten. Philippe Haspeslagh was vanaf 1985 voorzitter van Dujardin. In 2014 fuseerden Ardo en Dujardin tot Ardo. Philippe Haspeslagh werd voorzitter van de samengesmolten groep. Jules Noten volgde hem in die hoedanigheid in 2021 op.
Hij studeerde in 1972 als handelsingenieur aan de Katholieke Universiteit Leuven af en behaalde vervolgens in 1973 een master in general management aan de Vlerick School voor Management in Gent, waar hij assistent van André Vlerick was. Tijdens zijn studententijd in Leuven was hij voorzitter van AIESEC in België. Van 1973 tot 1975 werkte Haspeslagh als consultant. In 1977 behaalde hij een MBA aan de Harvard Business School in de Verenigde Staten, waar hij in 1983 tot doctor in management promoveerde.
Van 1979 tot 2008 was hij onder meer als hoogleraar aan het INSEAD in Fontainebleau in Frankrijk en Singapore verbonden. Hij was in 1984-1985 gasthoogleraar aan de Stanford-universiteit in Palo Alto en in 2000 aan de Harvard Business School, beide in de Verenigde Staten. In 2008 werd hij hoogleraar aan en in opvolging van Anders Aspling decaan van de Vlerick Leuven Gent Management School (sinds 2012 Vlerick Business School), waar hij reeds lid van de algemene raad was. In 2015 volgde Marion Debruyne hem als decaan op. Hij is gespecialiseerd in corporate governance, bedrijfsstrategie en fusies en aankopen.
Van 1997 tot 1999 was Haspeslagh kabinetschef van minister van Landbouw en KMO's Karel Pinxten (CVP).
In 1985 was hij medeoprichter van het private equity-fonds Procuritas, waar hij voorzitter van was. Hij bekleedde bestuursmandaten bij verschillende ondernemingen. Zo is of was hij voorzitter van Capricorn Venture Partners (sinds 1993), Pieters Visbedrijf (1998-2000) en FBN Belgium (sinds 2016) en bestuurder van Kinepolis (1998-2015), Quest for Growth (medeoprichter, 1998-2017), Vandemoortele (sinds 2006), ABIS - The Academy of Business in Society (2008-2015), GUBERNA (2008-2021), de Kofi Annan Business School Foundation (2009-2015), Governance for Owners (2010-2013), Sioen Industries (2011-2014), MyMicroInvest (2015-2018), Sonae (sinds 2019), Awacs3 Enterprises (sinds 2019) en Deltronic (sinds 2019).